# حزب التكافل
حزب التكافل هو حزب إسلامي مصري يبلغ عدد أعضائه حوالي 970 عضوا. وخاض خمسة مرشحين ينتمون إلى الحزب الانتخابات التشريعية لعام 2000.